# Општина Данђени (Ботошани)
Данђени (рум. Dângeni) општина је у Румунији у округу Ботошани.
Oпштина се налази на надморској висини од 91 m.